# Pusta Tušimlja
Pusta Tušimlja (Servisch cyrillisch Пуста Тушимља) is een plaats in de Servische gemeente Novi Pazar. De plaats telt 53 inwoners (2002).